# Abația Michaelsberg
Abația Michaelsberg (tradus literal „Abația Muntele [sfântu]lui Mihail”) este o fostă abație benedictină aparținând congregației Subiaco, din cadrul confederației benedictine. Este situată în Siegburg, Renania de Nord-Westfalia, Germania, și a fost fondată în 1064 de arhiepiscopul Sfântul Annon de Köln. În 2009 comunitatea era formată din paisprezece călugări. Aceasta s-a închis în iunie 2011. Șase carmeliți desculți din India s-au mutat acolo la cererea arhiepiscopului de Köln în 2013.

## Istorie
Abația a fost fondată de arhiepiscopul de Köln, Anno al II-lea, și a devenit un important centru spiritual pentru reforma de la Cluny a Regulii Sfântului Benedict în Europa. Relicvele Sfântului Annon, canonizat în 1183, pot fi găsite aici. Viitorul episcop de Regensburg, Conrad I de Raitenbuch, a fost abate al mănăstirii în secolul al XII-lea.
Abația a beneficiat de nemijlocire imperială începând cu 1512, depinzând direct de împărat, dar a pierdut acest privilegiu în 1676. Abația a fost ocupată de trupele suedeze între 1632 și 1635. A fost reconstruită în stil baroc între 1649 și 1667.
Începând cu secolul al XVI-lea abația a produs un lichior celebru.
A fost confiscată prin Reichsdeputationshauptschluss din 1803, inspirat de Napoleon pentru a despăgubi prinții germani. A fost transformată în clădire administrativă, azil de alienați (între 1825 și 1878) și, în cele din urmă, închisoare 1879-1914).

Stema orașului Siegburg, care a preluat stema abației: Arhanghelul Mihail ține în mână globul cruciger și sceptrul imperial, pe scut albastru.

La 2 iulie 1914 primii doi călugări germani ai Congregației Benedictine Subiacesiene au sosit la Siegburg de la Mănăstirea Sankt Klement din Merkelbeek, pentru a refonda abația, dar au fost nevoiți să facă loc unui spital militar o lună mai târziu, odată cu izbucnirea războiului. Spitalul a fost ocupat de trupele britanice și apoi canadiene din 1919. O mică parte a fost totuși lăsată celor doi călugări. Abația a fost transformată în Caserne de la Marne de către trupele franceze ocupante în 1920, iar o parte mai mare a fost lăsată călugărilor în anul următor. Toate zidurile abației au fost restaurate după ce francezii au plecat în 1926.
Au urmat multe vocații, dar autoritățile celui de-Al Treilea Reich au expulzat călugării între 1941 și 1945. În 1945, după bombardamentele britanice din 28 decembrie 1944 și martie 1945, călugării și-au găsit zidurile pe jumătate prăbușite. Ei au reconstruit și au reluat producția lichiorului lor în 1952, iar mai târziu, în 2004, au produs o bere numită „Michel”.
În 1983 a fost deschis un muzeu într-o aripă a abației. În 1997 Arhiepiscopia de Köln a înființat Casa de exerciții spirituale Edith Stein într-o parte a abației. Călugării primesc oaspeți din rândul persoanelor intrate la pensie.
Abația a fost desființată în 2010-2011 din motive financiare, muzeul a fost închis, iar benedictinii s-au împrăștiat în diferite priorate și abații. Șase carmeliți desculți din India au fost invitați de arhiepiscopul de Köln să locuiască într-o parte a incintei. Casa Edith Stein își continuă activitățile în interiorul zidurilor, sub conducerea arhiepiscopului.